# Бета Киля
Бета Киля (β Car / β Carinae) — вторая по яркости звезда в созвездии Киля (после Канопуса) и одна из ярчайших звёзд на ночном небе, с видимой звёздной величиной +1,68. Это самая яркая звезда в околополюсном южном астеризме, известном, как Бриллиантовый Крест, оканчивает юго-восточную часть астеризма.
Бета Киля имеет и собственное имя — «Миаплацидус» (также «Миапляцид»), что означает «тихие воды». Название «Миаплацидус» впервые появилось в 1835 году, когда был опубликован звёздный атлас «География небес», составленный Илайджей Бурриттом (англ. Elijah Hinsdale Burritt), в котором она подписана «Maia Placidus». Значение и лингвистическое происхождение названия звезды оставалось загадкой в течение нескольких десятилетий, пока Вильям Хиггинс, крупный учёный и эксперт по названиям звёзд, не предположил, что «Миаплацидус» — это, по-видимому, двуязычное сочетание: арабского مياه (miyāh) — «во́ды» и латинского placidus — «тихий», «спокойный».